# Фелікс (візантійський єпископ)
Фелікс  (грец. Φῆλιξ) — Візантійський єпископ у 136–141 роках.
Фелікс змінив єпископа Елевферія на єпископському престолі Візантії. Його єпископське служіння припало на час переслідування християн римським імператором Антоніном Пієм.